# Noyers-Bocage
Noyers-Bocage (Ausspracheⓘ) ist eine ehemalige französische Gemeinde und heutige Commune déléguée mit zuletzt 1.127 Einwohnern (Stand: 1. Januar 2013) im Département Calvados in der Region Normandie.
Am 1. Januar 2016 wurde Noyers-Bocage im Zuge einer Gebietsreform zusammen mit der benachbarten Gemeinde Missy als Ortsteil in die neue Gemeinde Noyers-Missy eingegliedert. Die Gemeinde Noyers-Missy ging am 1. Januar 2017 in der neuen Gemeinde Val d’Arry auf.

## Geografie
Noyers-Bocage liegt etwa 19 Kilometer westsüdwestlich von Caen an der Autoroute A84.

## Bevölkerungsentwicklung
| Jahr                             | 1793 | 1836 | 1876 | 1926 | 1946 | 1968 | 1990 | 2013  |
| Einwohner                        | 916  | 943  | 776  | 536  | 326  | 525  | 797  | 1.127 |
| Quelle: Cassini, EHESS und INSEE |      |      |      |      |      |      |      |       |

## Sehenswürdigkeiten
- Kirche (Rekonstruktion)
- verschiedene Denkmale

## Persönlichkeiten
- Yvan Lebourgeois (* 1962), französischer Fußballspieler